# St. Andreas (Prettelshofen)

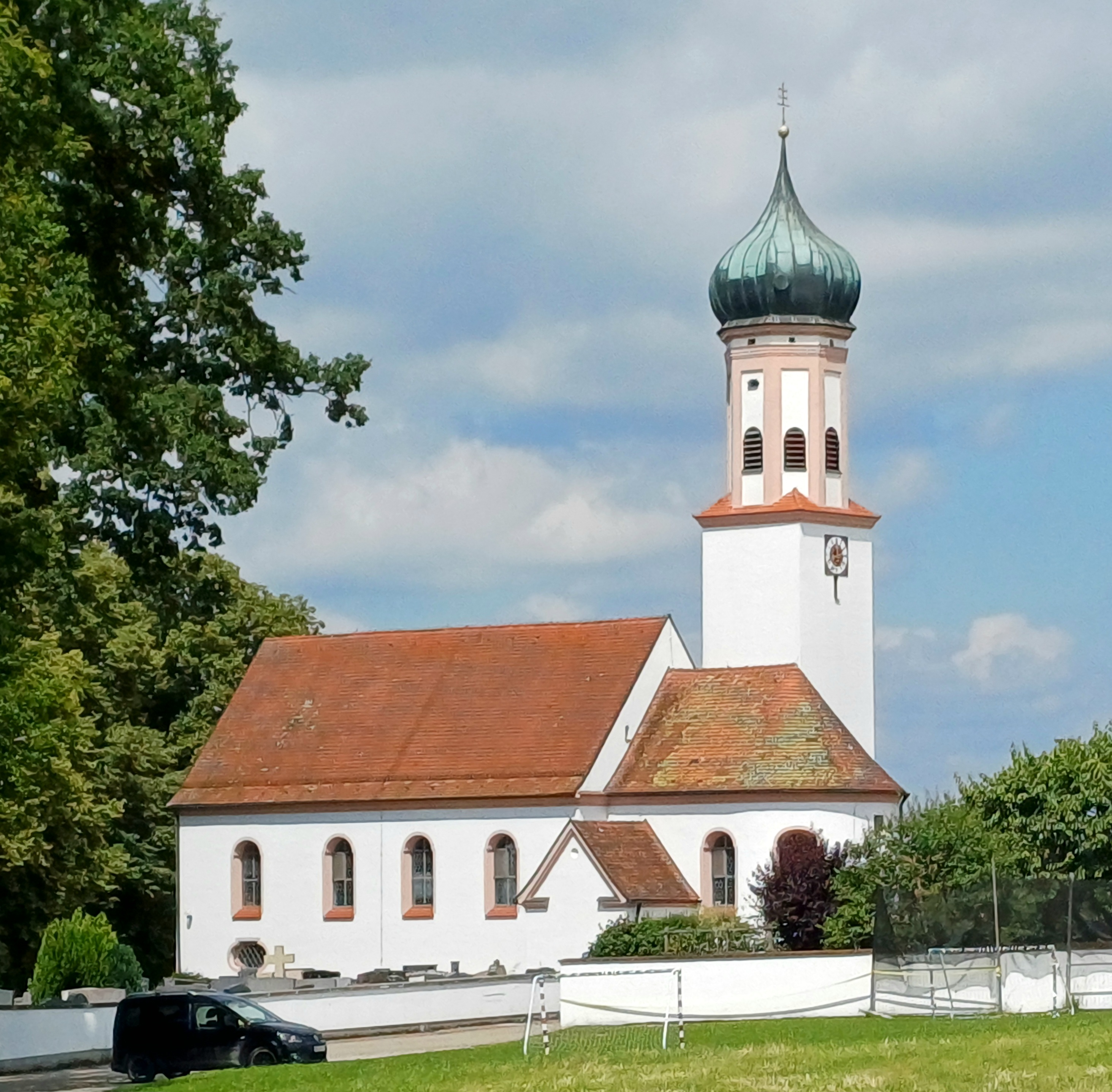
St. Andreas, Prettelshofen

Die römisch-katholische Pfarrkirche St. Andreas steht in Prettelshofen, einem Stadtteil von Wertingen im schwäbischen Landkreis Dillingen an der Donau in Bayern. Das denkmalgeschützte Bauwerk ist in der Liste der Baudenkmäler in Wertingen unter der Nr. D-7-73-182-59 eingetragen. Die Pfarrei gehört zum Dekanat Dillingen des Bistums Augsburg.

## Beschreibung
Die barocke Saalkirche wurde 1700/02 nach einem Entwurf von Valerian Brenner erbaut. Sie besteht aus einem Langhaus, einem eingezogenen, halbrund geschlossenen Chor im Osten und einem Chorflankenturm auf quadratischem Grundriss an der Nordwand, der mit einem achteckigen Geschoss aufgestockt wurde, das den Glockenstuhl beherbergt, und mit einer Zwiebelhaube bedeckt ist. Der Innenraum des Langhauses ist mit einer Flachdecke überspannt. Das zentrale Fresko mit der Darstellung des Jüngsten Gerichts wurde um 1700 eingefügt. Der Hochaltar von 1729 wird von den Statuen des Franz Xaver und Johannes Nepomuk flankiert. Das Altarretabel zeigt Christi Himmelfahrt.